# Juraj Bizanti
Juraj Bizanti (tal. Georgio Bizantio) (Kotor, oko 1490. – Kotor, između 1558. i 1565.), hrvatski pjesnik i humanist iz Crne Gore.

## Životopis
Iz stare kotorske plemićke obitelji Bizanti. U Mlecima mu je 1532. objavljeno njegovo jedino do danas poznato djelo, kanconijer Ljubavne pjesme (Rime amorose). To je najstarija poznata tiskana knjiga pjesama jednoga hrvatskog pjesnika na talijanskom jeziku. Pjesme spadaju u petrarkističke ljubavnu liriku bembističkog usmjerenja, što je vidljivo iz metrike i odnosa prema ženi. Ondje su još četiri religiozna i jedan politički sonet (ukupno 48 soneta, tri kancone, dva madrigala i jedna ottava rima). Bizanti je jedan od prvih sljedbenika Bembove reforme petrarkističke lirike, na što upućuje vremenski blisko razdoblje objave Bizantijeve zbirke poslije Bembove. Pjesme pisao na talijanskom i na latinskom jeziku.
Bizanti je u zbirku Rime amorose uvrstio elegiju koju je za boravka u Kotoru napisao Lodovico Da Ponte u čast Bogorodici pod naslovom Ludovici Pontani carmen Virgini Matri sacrum.
Boravio u Italiji, gdje je došao pod utjecaj humanista, ponajprije Pietra Bemba i Iacopa Sannazzara. Povratkom u rodni Kotor donio nove pjesničke ideje i obogatio kotorski humanističko-pjesnički krug (Marijan Bizanti, Lj. Paskvalić, F. i V. Buća, Kamilo Drago i dr.). Do kraja života obnašao je komunalne službe, osobito one pravne naravi. Bio je višekratno sudski auditor, godišnji sudac, arbitražni sudac, odvjetnik, a posljednjih godina svog života gradski blagajnik i član gradskih vijeća (Malog i Velikog te Vijeća umoljenih). Hvaranin Vinko Pribojević ga u govoru De origine... uvrštava među istaknute obrazovane Dalmatince koji njeguju pjesništvo.